# Peridea oberthuri
Peridea oberthuri är en fjärilsart som beskrevs av Otto Staudinger 1892. Peridea oberthuri ingår i släktet Peridea och familjen tandspinnare. Inga underarter finns listade i Catalogue of Life.